# Amauropelta rudis
Amauropelta rudis là một loài dương xỉ thuộc họ Thelypteridaceae. Loài này được Gustav Kunze mô tả khoa học đầu tiên năm 1839.